# خلل التوتر البؤري
خلل التوتر البؤري، ويسمى أيضًا خلل التوتر البؤري النوعي للوظيفة، هو حالة عصبية تؤثر على عضلة أو مجموعة من العضلات في جزء معين من الجسم أثناء أنشطة محددة، مما يسبب تقلصات عضلية لا إرادية (تشنجات) ووضعات غير طبيعية. هناك أنواع عديدة ومختلفة من خلل التوتر البؤري، يؤثر كل منها على منطقة مختلفة من الجسم. على سبيل المثال، في خلل التوتر البؤري اليدوي، أو تشنج الكاتب، تنحني الأصابع إما إلى راحة اليد أو تمتد إلى الخارج دون سيطرة. في الموسيقيين، تسمى الحالة خلل التوتر البؤري للموسيقيين، أو ببساطة خلل التوتر العضلي للموسيقيين. في الرياضة، قد تكون متورطة فيما يشار إليه عادة باسم "اليبس" (Yips). يبدو أن الحالة مرتبطة بالإفراط في التدريب، وقد تشمل استراتيجيات العلاج الفردية الأدوية وتقنيات إعادة التدريب والإجراءات.

## العلامات والأعراض
يعاني الأشخاص المصابون بالخلل التوتري من ضيقًا وتشنجات وإرهاقًا وتقلصات عضلية لا إرادية مستمرة أو متكررة يمكن أن تكون غير مؤلمة أو مؤلمة وتؤدي إلى وضعات غير طبيعية وحركات التواء وحتى رعاش. يظهر خلل التوتر البؤري عادةً في البالغين، وبشكل أكثر شيوعًا في النساء اللاتي تتراوح أعمارهن بين 30 و40 عامًا. تؤثر الأنواع الرئيسية من خلل التوتر البؤري على الأطراف والوجه والفم والرقبة والحنجرة. 
يمكن أن يقتصر خلل التوتر البؤري هذا على مهام محددة، مثل الكتابة أو العزف على آلة موسيقية. عادةً ما يكون لخلل التوتر البؤري بداية خفية وبطيئة قبل أن يتفاقم ببطء على مر السنين.خلال المراحل الأولية، يمكن أن تكون الأعراض متقطعة وبدون ارتباطات أو استفزاز واضح. يمكن أن يختلف تقدم هذا المرض من شخص لآخر. خلال العامين الأولين من ظهوره، يمكن أن تختفي الأعراض جزئيًا أو كليًا لأيام إلى شهور، ولكنها تعود في أجزاء أخرى من الجسم.

## الأسباب
لا يصف علم الطب الحالي بدقة أسباب الخلل التوتري، ومع ذلك قد تلعب العوامل الوراثية والبيئية دورًا كبيرًا. يُعتقد أن إطلاق النبضات العصبية الخاطئ في القشرة الحسية الحركية، وهي طبقة رقيقة من الأنسجة العصبية التي تغطي الدماغ، يسبب التقلصات. قد ينتج هذا الإطلاق الخاطئ عن آليات تثبيط معيبة أثناء تقلص العضلات.  عندما يأمر الدماغ عضلة معينة بالانقباض، فإنه يسكت في الوقت نفسه العضلات التي من شأنها أن تعارض الحركة المقصودة. يبدو أن الخلل التوتري يتداخل مع قدرة الدماغ على تثبيط تلك العضلات المحيطة، مما يؤدي إلى فقدان الانتقائية. 
تُنظم القشرة الحسية الحركية على شكل "خرائط" منفصلة لجسم الإنسان. في الظروف العادية، يحتل كل جزء من الجسم (مثل أصابع اليد الفردية) منطقة مميزة على هذه الخرائط القشرية. في الخلل التوتري، تفقد هذه الخرائط حدودها المميزة ويحدث تداخل. تضمن استكشاف هذا في البداية الإفراط في تدريب حركات أصابع معينة في الرئيسيات غير البشرية، مما أدى إلى تطور خلل التوتر البؤري اليدوي. أظهر فحص القشرة الحسية الجسدية الأولية في الحيوانات المدربة تمثيلات مشوهة بشكل كبير للخرائط المتعلقة بالأصابع عند مقارنتها بالحيوانات غير المدربة.
بالإضافة إلى ذلك، فقدت هذه الخرائط في الحيوانات المصابة بالخلل التوتري الحدود المميزة التي لوحظت في الحيوانات غير المدربة.
أكدت دراسات التصوير في البشر المصابين بخلل التوتر البؤري هذه النتيجة. أيضًا، يحفز التحفيز الوارد المتزامن للعضلات الطرفية تغييرات تنظيمية في التمثيلات الحركية، تتميز بزيادة في حجم خريطة العضلات المحفزة وانخفاض في فصل الخرائط، كما تم تقييمه باستخدام التحفيز المغناطيسي عبر الجمجمة.
قد تمنع الوصلات المتقاطعة بين المناطق المنفصلة عادةً في القشرة الحسية التغذية الراجعة الحسية الحركية الطبيعية وبالتالي تساهم في الانقباض المشترك الملاحظ لمجموعات العضلات المتضادة، والحركات غير الموقوتة والمتسلسلة بشكل غير مناسب والتي تكمن وراء أعراض خلل التوتر البؤري. يُفترض أن نقصًا في التثبيط ناتجًا عن فقدان الخلايا العصبية الداخلية المثبطة بوساطة وراثية قد يكون السبب الكامن وراء العجز الملاحظ في الخلل التوتري.
على الرغم من أنه عادةً ما يكون غير مؤلم، إلا أنه في بعض الحالات يسبب الانقباض المستمر والوضعية غير الطبيعية في الخلل التوتري ألمًا. يؤثر خلل التوتر البؤري بشكل نموذجي على الأشخاص الذين يعتمدون على المهارات الحركية الدقيقة - الموسيقيين والكتاب والجراحين وما إلى ذلك. يُعتقد أن التدريب الحركي المفرط الذي تتطلبه هذه المهارات قد يساهم في تطور الخلل التوتري حيث تتضخم خرائطهم القشرية وتبدأ في التداخل. عادةً ما يكون خلل التوتر البؤري "نوعيًا للوظيفة"، مما يعني أنه يمثل مشكلة فقط أثناء أنشطة معينة.

## التشخيص
يعتمد تشخيص خلل التوتر البؤري بشكل كبير على تاريخ المريض، حيث يكون الفحص البدني طبيعيًا في العادة، واستبعاد الأسباب الأخرى لاضطراب الحركة.  تشمل الأنواع الرئيسية تشنج الجفن، وخلل التوتر الفموي الفكي، وعسر البلع التشنجي، والصعر التشنجي، وخلل التوتر الأطرافي، وكلها تؤثر على منطقة مختلفة من الجسم. قد يتم طلب فحوصات مخبرية وتصوير كجزء من التقييم لاستبعاد الأسباب الأخرى لخلل التوتر. يمكن لمقدم الرعاية الصحية تأكيد أو استبعاد خلل التوتر المستجيب للدوبامين من خلال تجربة ليفودوبا.

## العلاج
ستعتمد خيارات العلاج على نوع خلل التوتر البؤري الذي يعاني منه المريض. إذا أمكن، فقد أظهر إدخال الراحة مبكرًا عند ظهور الأعراض تحسنًا أكبر في أعراض تشنج الكاتب.

### العلاج الطبيعي
يستخدم العلاج الطبيعي بشكل شائع كعلاج مساعد أو رئيسي لخلل التوتر البؤري، ولكن هناك حاجة إلى مزيد من الدراسات حول فوائده. قال العازف قيثارة الباس والمدرس سكوت ديفاين إنه يرتدي قفازًا أثناء العزف على قيثارة الباس بسبب هذه الحالة. وجد أن القفاز يوقف حركات الأصابع اللاإرادية. يقول إنه فعال بالنسبة له ولكنه لا يقترح أنه قد يكون فعالًا لكل شخص مصاب بهذه الحالة.

### الأدوية
يمكن وصف مضادات الكولين مثل أرتان للاستخدام غير المصرح به، حيث حقق بعض المرضى نجاحًا.يمكن استخدام البنزوديازيبينات، مثل كلونازيبام، كمرخي للعضلات. دُرست أدوية فموية أخرى لأنواع مختلفة من خلل التوتر البؤري، مثل باكلوفين وتيترابينازين وأمانتادين ومضادات الذهان والأمفيتامين.

## الإجراءات
غالبًا ما تُعالج هذه الحالة بحقن ذيفان البوتولينوم العصبي من النوع أ (BoNT/A). يقلل BoNT/A من أعراض الاضطراب ولكنه ليس علاجًا لخلل التوتر. نظرًا لأن جذر المشكلة عصبي، فقد استكشف الأطباء أنشطة إعادة التدريب الحسي الحركي لتمكين الدماغ من "إعادة توصيل" نفسه والقضاء على الحركات التوترية. أظهر عمل العديد من الأطباء مثل نانسي بايل وجواكين فارياس أن أنشطة إعادة التدريب الحسي الحركي والتحفيز الاستقبالي يمكن أن يحفز اللدونة العصبية، مما يجعل من الممكن للمرضى استعادة وظيفة كبيرة فقدت بسبب خلل التوتر البؤري. بالنسبة لبعض أنواع خلل التوتر، يمكن النظر في التحفيز العميق للدماغ عندما يفشل علاج BoNT.  إذا كان سبب خلل التوتر هو انحباس عصبي كامن، فقد أظهر التخفيف الجراحي للضغط تحسنًا في بعض الحالات.

## توقع مسار المرض
يختلف التعافي من خلل التوتر البؤري في النتائج، ويتراوح من تحسن طفيف في الوظيفة إلى التعافي الكامل ويتراوح في المدة من أسابيع إلى سنوات.

## طب الأداء وفنونه
خلل التوتر العضلي للموسيقيين
أعطت دراسات علاج خلل التوتر العضلي للموسيقيين نتائج متباينة. غالبًا ما يتم تشخيص هذه الحالة بشكل خاطئ على أنها نفسية المنشأ، حيث كان يُعتقد سابقًا أن هذا هو سببها. في هذه الفئة السكانية، يصاب الرجال أكثر من النساء من سن 20 إلى 60 عامًا. يجب أن يشمل تقييم خلل التوتر العضلي للموسيقيين التاريخ المرضي قبل وبعد ظهور الأعراض وملاحظة العزف على الآلة الموسيقية، حيث يمكن أن تكون العجوزات طفيفة وتعتبر ثانوية بالنسبة لعامة السكان.
طرائق العلاج المتاحة، مثل BoNT/A، تترك العديد من الموسيقيين غير راضين بسبب ضعف العضلات وعدم التحسن في التحكم في العضلات. يرتبط هذا بشكل شائع بالإفراط في الاستخدام أو الحجم الكبير من التدريب لدى الموسيقيين. على الرغم من أن خلل التوتر العضلي للموسيقيين يظهر في البداية على أنه نوعي للوظيفة، إلا أن إحدى الدراسات وجدت أن خلل التوتر يمكن أن يتطور خارج العزف على آلاتهم الموسيقية.
أظهرت العلاجات مثل التجبير وإعادة التدريب الحسي الحركي لخلل التوتر البؤري اليدوي أنها مفيدة بنتائج متفاوتة. من المهم مراعاة الصحة العقلية والجانب الاجتماعي لهذه الحالة حيث يمكن أن تتأثر هوية الموسيقي الذاتية ومسيرته المهنية بشكل كبير.
يتطلب نهج علاج خلل التوتر العضلي للموسيقيين فهمًا وتعاونًا مع الموسيقي للحصول على تاريخ مرضي كامل وتصميم العلاج والتثقيف بشكل فعال. كان العلاج الأكثر نجاحًا لخلل التوتر العضلي للموسيقيين هو نهج متعدد التخصصات، يشمل الأطباء، وأخصائيي العلاج الطبيعي، وأخصائيي العلاج الفيزيائي، وعلماء النفس، ومعلمي الموسيقى، مع التركيز على إعادة التأهيل التي يمكن أن تتضمن إعادة تدريب الدماغ على العزف على آلاتهم الموسيقية مرة أخرى وحتى تعلم العزف على آلات أخرى.

## المرضى المشهورون
- سكوت آدامز، كاتب سلسلة قصص ديلبرت المصورة، مصاب بخلل التوتر البؤري في يده اليمنى، مما يعيق عمله الفني.[22]
- توم آدامز، عازف البانجو في موسيقى البلوجراس، مصاب بخلل التوتر البؤري في يده اليمنى، وقد تحول إلى عزف الجيتار.
- بادي أسد، مغنية وعازفة جيتار برازيلية، تم تشخيص إصابتها بخلل التوتر البؤري في عام 1999؛ تعافت في النهاية واستأنفت مسيرتها المهنية.[23]
- أندي بيلوبس، عازف قيثارة الباس مع فرقة الروك البريطانية، ذا هامسترز، حقق تعافيًا جزئيًا؛ يعزف باستخدام ريش جيتار معدلة.
- ليونا بويد، عازفة الجيتار الكلاسيكي الكندية، التي اشتهرت باسم "السيدة الأولى للجيتار"، اعتزلت المسرح لمدة ست سنوات في عام 2003، بسبب خلل التوتر البؤري الذي أثر على يدها اليمنى. عملت على إعادة تدريب يدها اليمنى، ومنذ عام 2009 وهي تؤدي مرة أخرى كعازفة جيتار ومغنية وكاتبة أغاني. [24]
- بيركلي بريثد، فنان أمريكي حائز على جائزة بوليتزر في مجال الرسوم الهزلية وكاتب/رسام كتب. اشتهر بعمله في "بلوم كاونتي" و"أوبوس" وغيرها. ظهر عمله كعمل الشخصية الرئيسية، في مرحلة البلوغ، في فيلم "أسود من الدرجة الثانية".
- ستيوارت كاسيلز، مؤسس فرقة الروك التي تعزف على مزمار القربة "ريد هوت تشيلي بايبرز"، أعلن عن إصابته بخلل التوتر البؤري في سبتمبر 2011؛ وقد ترك الفرقة.
- أندرو داوز، عازف كمان بارز وأحد مؤسسي "رباعي أورفورد الوتري".[25]
- كيث إيمرسون، عازف بيانو ولوحات مفاتيح.
- ليون فليشر، عازف بيانو عالمي، تعامل مع هذه الحالة في يده اليمنى منذ الستينيات وتحول إلى العزف باليد اليسرى فقط. في العقد الأول من القرن الحادي والعشرين، استعاد استخدام يده اليمنى وعاد إلى الأداء والتسجيل بكلتا يديه.
- دومينيك فراسكا، عازف جيتار.
- رينهارد غوبل، عازف كمان باروكي، تحول إلى العزف باليد اليسرى.
- غاري غرافمان، عازف بيانو، الذي غير أسلوبه ليؤدي باليد اليسرى فقط.
- جانغ جاي إن، مغنية وكاتبة أغاني وعازفة جيتار كورية، تم تشخيص إصابتها بخلل التوتر في يدها اليسرى عام 2012. وفي عام 2015، في برنامج "يوي هي يول سكتشبوك"، أعلنت أنها توقفت عن العزف على الجيتار.
- أليكس كلاين، عازف الأوبوا الرئيسي في أوركسترا شيكاغو السيمفونية [26]
- ألفريد كوفلر، عازف جيتار في فرقة الروك "بينك كريم 69"، تم تشخيصه في أوائل العقد الأول من القرن الحادي والعشرين. لمساعدته في العروض الحية، تم تعيين *أوي ريتناور كعازف جيتار ثانٍ. يواصل كوفلر الكتابة والأداء الحي على المسرح مع الفرقة.[27]
- ديفيد ليسنر، عازف جيتار كلاسيكي، استعاد الاستخدام الكامل ليده بعد عقد من الإعاقة.[28]
- بيلي ماكلوغلين، عازف جيتار، تحول إلى العزف باليد اليسرى عندما تأثر بخلل التوتر.
- كريستيان مونزنر، عازف الجيتار الرئيسي في فرقة البروجريسيف إكستريم ميتال "أوبسكورا"
- أبوستولوس باراسكيفاس، عازف جيتار كلاسيكي وملحن يوناني أمريكي، أصيب بخلل التوتر البؤري في يده اليمنى عام 2009. تعافى تمامًا عام 2013.
- تشارلي بار، موسيقي بلوز ريفي أمريكي من مينيسوتا [29]
- أليكس ويبستر، عازف قيثارة الباس[30]
- فيكتور ووتين، عازف قيثارة الباس، مصاب به في كلتا يديه[31]
- جوليان لاج، عازف جيتار الجاز.
- كارا غوشر، عدّاءة مسافات طويلة، تم تشخيص إصابتها بخلل التوتر لدى العدائين عام 2021. وكانت قد أنهت مسيرتها التنافسية قبل بضع سنوات من التشخيص.[32]
- روستيم هايرودينوف، عازف بيانو حفلات.[33]